# 卡爾維鎮區 (密蘇里州富蘭克林縣)
卡爾維鎮區（英語：Calvey Township）是位於美國密蘇里州富蘭克林縣的一個行政鎮區。

## 地方資料
卡爾維鎮區的面積為147.22平方千米，當中陸地面積為145.83平方千米，而水域面積為1.39平方千米。根據2020年美國人口普查的數據，當地共有人口6070人，而人口密度為每平方千米41.23人。